# Notogomphus cottarellii
Notogomphus cottarellii é uma espécie de libelinha da família Gomphidae.
É endémica de Etiópia. Os seus habitats naturais são: campos rupestres subtropicais ou tropicais e rios.
Está ameaçada por perda de habitat.